# Tömösi-szoros
A Tömösi-szoros (románul: Pasul Timiș vagy Pasul Predeal) a Brassótól délre fekvő, a Keleti-Kárpátokat a Déli-Kárpátoktól elválasztó hegyszoros Romániában. A térség történelme során a Tömösi-szoros fontos szerepet töltött be a helyi kereskedelemben, stratégiai fontosságú elhelyezkedése miatt pedig több ízben is vált heves harcok színterévé.

## Földrajzi elhelyezkedése
A Tömösi-szoros a Keleti-Kárpátok vonulatához tartozó Nagykőhavas és Keresztényhavas és a Déli-Kárpátokhoz tartozó Bucsecs-hegység között helyezkedik el, a Tömös-patak völgyében, mely Predeál térségében ered és mintegy 50 km-t megtéve Barcaszentpéter térségében ömlik az Olt folyóba.
A szoros bejárata Felsőtömös közelében, a Száraz-Tömös torkolatánál nyílik dél felé, és Predeál után, a Valea Râșnoavei torkolatánál éri el a Prahova völgyét, egyben a Kanyar-Előkárpátokat. A szoros területén található a Brassó megyéhez tartozó Predeál városa.

## Történelmi szerepe
A szorost már a római térképeken is feltüntették Saltus Themis néven, és megemlítik Bethlen Gábor erdélyi fejedelem 1625-ben kiadott oklevelében, azonban egészen a 18. századig jórészt járatlan volt; a kereskedők és a hadseregek a könnyebben átszelhető Törcsvári-szorost (Culoarul Rucăr–Bran), Teleajen-völgyet, és Tatár-szorost (Pasul Tabla Buții) használták.
Stratégiai fekvése miatt időnként heves harcok színhelyévé is vált. 1599-ben II. Mihály havasalföldi fejedelem a szoroson át nyomult be Erdélybe. Később az 1848–49-es forradalom és szabadságharc idején, 1849. június 19-20. között heves csata zajlott le a szoros birtoklásáért a Kiss Sándor honvéd ezredes vezette magyar csapatok és a benyomuló orosz csapatok között. A csata heves küzdelem után az oroszok javára dőlt el, Kiss Sándor ezredes súlyos sebesülten fogságba esett, de rövidesen öngyilkosságot követett el.
Az első világháború idején, 1916. augusztus 27-én a román hadsereg megtámadta az Osztrák-Magyar Monarchiát és benyomult a Keleti- és Déli-Kárpátok gyéren őrzött hágóin. A szorosban védekező 82. székely gyaloghadosztály heves harcok árán egy hétig feltartotta a románokat, de végül súlyos veszteségeket szenvedve kénytelen volt visszavonulni és Brassót is kiüríteni. Később, 1916 októberében a román csapatokat a szoroson át szorították ki utoljára Erdélyből. A második világháború idején, mikor 1944. augusztus 23-án Románia átállt a szövetségesek oldalára, egy kisebb német kontingens megpróbálta a szoros területét biztosítani a szovjet csapatok megérkezte előtt. A németeket azonban a román fél heves harcok árán visszaverte, a szoroson pedig augusztus 28-án átkeltek a szovjet csapatok, bejutva ezzel Dél-Erdély területére.